# Елвійс Бієзайс
Елвійс Бієзайс (латис. Elvijs Biezais; 30 червня 1991, м. Рига, СРСР) — латвійський хокеїст, центральний нападник. Виступає за «Динамо» (Рига) у Континентальній хокейній лізі.
Вихованець хокейної школи СК «Рига». Виступав за СК ЛСПА/Рига, «Динамо-Юніорс» (Рига), ХК «Рига», ХК «Юніорс» (Рига).
У складі молодіжної збірної Латвії учасник чемпіонату світу 2011 (дивізіон I). У складі юніорської збірної Латвії учасник чемпіонатів світу 2008 (дивізіон I) і 2009 (дивізіон I). 